# Amstel Gold Race 1967
La 2e édition de la course cycliste, l'Amstel Gold Race a eu lieu le 15 avril 1967 et a été remportée au sprint par le Néerlandais  Arie den Hartog.

## Classement final
| Pos. | Coureur             | Pays     | Équipe                | Temps           |
| ---- | ------------------- | -------- | --------------------- | --------------- |
| 1    | Arie den Hartog     | Pays-Bas | Bic-Hutchinson        | 4 h 51 min 00 s |
| 2    | Cees Lute           | Pays-Bas | Romeo-Smiths          | m. t.           |
| 3    | Harry Steevens      | Pays-Bas | Caballero             | m. t.           |
| 4    | Wim Schepers        | Pays-Bas | Caballero             | m. t.           |
| 5    | Bart Zoet           | Pays-Bas | Televizier-Batavus    | m. t.           |
| 6    | Eddy Beugels        | Pays-Bas | Mercier-Hutchinson-BP | m. t.           |
| 7    | Jean-Louis Bodin    | France   | Mercier-Hutchinson-BP | m. t.           |
| 8    | Georges Chappe      | France   | Mercier-Hutchinson-BP | m. t.           |
| 9    | Jos van der Vleuten | Pays-Bas | Televizier-Batavus    | m. t.           |
| 10   | Jan Tummers         | Pays-Bas | Willem II-Gazelle     | m. t.           |